# Pál Dénes (bányamérnök)
Pál Dénes (Csolnok, 1935. március 9. –) bányamérnök, szakíró.

## Tanulmányai
A Soproni Műszaki Egyetem Bányamérnöki Karának elvégzése után különböző aknáknál dolgozott a dorogi szénmedencében felelős beosztásokban, volt főmérnök, majd a vállalati központban területi Beruházási, később Tervgazdasági osztályvezető. Volt elnökségi tagja az OMBKE dorogi helyi csoportjának, a Bányászati Lapok szerkesztőbizottságának, lapfelelőse a Bányászati és Kohászati Lapoknak. 1990-ig a TIT elnökségi tagja. Számos szakcikke jelent meg a Bányászati Lapoknál. Szakmai kiegészítésekkel és fényképekkel látta el Kmety István Szénbányászat Dorogon című munkáját.

## Kitüntetések
- Kiváló Ifjú Mérnök (kétszeres)
- Kiváló dolgozó (hétszeres)
- Kiváló Újító aranykoszorús jelvény
- Szolgálati Érdemérem
- Kiváló Munkáért díj
- Soltz Miklós-emlékérem (kétszeres)